# Сечовино-формальдегідна смола
Сечовино-формальдегідна смола (рос. мочевино-формальдегидная[карбамидная] смола, англ. urea-formaldehyde resins) — термореактивний олігомерний продукт поліконденсації сечовини з формальдегідом. Може бути модифікованою меламіном, гуанамінами, фенолами та ін. Отверджується при нагріванні та при нормальній температурі в присутності кислотних каталізаторів. Пр., одна з найпростіших: [-N(CONH2)-CH2-]n.
Синоніми — карбамідо-формальдегідна смола, карбамідна смола.